# 海南大叶茶
海南大叶茶，是一种原产于中华人民共和国海南省的茶树品种，中国国家级茶树良种。

## 特点
海南大叶茶为乔木型有性繁殖品种。其树枝高大、分枝位高而稀。每年2月上旬发芽，茶叶少毛但抗寒性差、结实率低。主要种植于海南省热带地区，原产于五指山，后主要分布在保亭县、琼中黎族苗族自治县、白沙黎族自治县。1958年，海南岛的保亭县在红旗镇（现五指山市）通什镇创办红旗茶场，主要采收野生海南大叶茶。相较于四川大叶茶、云南双江大叶茶、凤庆大叶茶比较，海南大叶茶品种属于染色体变异较高品种。茶叶适合配置红碎茶。